# Il figlio più piccolo
Il figlio più piccolo è un film del 2010 scritto e diretto da Pupi Avati, prodotto da Duea Film e Medusa Film e distribuito dalla Medusa Film.
Il film è uscito il 19 febbraio 2010 nelle sale italiane ed ha ottenuto un incasso totale di 2138000 €.
Christian De Sica e Luca Zingaretti per le loro interpretazioni hanno vinto rispettivamente il premio per il migliore attore protagonista e il migliore attore non protagonista ai Nastri d'argento 2010. Premio Speciale ai Nastri d'argento anche a Nicola Nocella, migliore attore esordiente.

## Trama
Luciano Baietti è un imprenditore romano senza scrupoli trapiantato a Bologna che, pur di raggiungere il successo non esita a circuire una ragazza che si innamora perdutamente di lui, Fiamma, metter su famiglia con lei e sposarla pur di venire in possesso di un gruppo di immobili che la donna possiede. Dopo la vendita di questi appartamenti lascerà la famiglia e, grazie alle idee truffaldine di Sergio Bollino, suo consigliere e amministratore finanziario, fonderà una holding, la Baietti Enterprise, una società molto conosciuta ma basata su bilanci truccati di una società fantasma e che ha la sua forza nei ricatti e nelle raccomandazioni.
Baietti dal matrimonio ha avuto due figli, Paolo e Baldo, che ha abbandonato come ha fatto con la moglie e si trova ad un passo dalle nozze con Dina Diasparro, imprenditrice potente che da poco ha creato una lista civica; il consiglio d'amministrazione spera che Baietti sposandola assicuri l'immunità dell'azienda dai controlli fiscali e penali che si stanno facendo sempre più pressanti. Un'ulteriore mossa che viene approntata da Bollino per mettere al sicuro l'azienda è quella di cedere tutti i beni all'ingenuo Baldo così che, anche in caso di condanna, le proprietà verrebbero salvate. Il ragazzo viene invitato al matrimonio a fare il testimone e il padre, che ha usato questo espediente per riavvicinarsi al figlio, gli comunica di volergli cedere l'azienda per espiare le colpe della sua lunga assenza.
Successivamente fa firmare all'ignaro Baldo le carte necessarie per diventare il nuovo presidente e questi comunica alla madre la notizia: la donna, felice per la nuova situazione, promette al proprietario dello stabile in cui abita di comprare l'appartamento che divide con Sheyla, un'amica californiana sua partner nell'improbabile complesso musicale delle Lymnos. Durante il successivo consiglio d'amministrazione Baldo scopre la realtà: la holding è ad un passo dal fallimento, ha evaso il fisco e deve allo Stato una somma di 56 milioni di €: solo a quel punto il ragazzo capisce di essere stato raggirato e fugge.
Viene intercettato da Bollino che, sapendo come trattare con la gente, convince il giovane a trattenersi con la scusa di finanziare il film horror che vorrebbe girare. Il giorno delle nozze arriva un avviso di garanzia per Luciano che si reca in procura e, malconsigliato dai due avvocati aziendali, finisce per ammettere le minacce per vincere gli appalti; quindi viene arrestato e condotto in carcere. Tutte le proprietà vengono confiscate ed un anno dopo, Bollino, Baldo e l'autista Nazareno vanno a prendere Luciano all'uscita del carcere. Il sogno è finito e ora dopo il periodo di detenzione in carcere è destinato a scontare un anno di domiciliari, presso l'abitazione dell'ex moglie Fiamma. Nonostante l'ultima sequenza mostri l'imprenditore ripetere con aria assente le stesse parole, il film si chiude con l'immagine delle luci della sede storica della holding che una per una si riaccendono, significando la ripresa dell'attività.

## Riconoscimenti
- 2010 - Nastro d'argento
  - Miglior attore protagonista a Christian De Sica
  - Migliore attore non protagonista a Luca Zingaretti
  - Menzione speciale (per il miglior attore esordiente) a Nicola Nocella
  - Nomination Migliore soggetto a Pupi Avati
- 2010 - Globo d'oro
  - Miglior attore a Christian De Sica
  - Miglior attore rivelazione a Nicola Nocella
- 2011 - Golden Graals
  - Nomination Miglior attore in un film commedia a Nicola Nocella